# Piper PA-31T
Die Piper PA-31T Cheyenne ist ein leichtes zweimotoriges Turboprop-Propellerflugzeug des US-amerikanischen Flugzeugherstellers Piper Aircraft Corporation und eine Weiterentwicklung der Piper PA-31 Navajo.

## Geschichte
Die ursprüngliche Version des Flugzeugs war eine verbesserte Version der Piper Navajo mit Druckkabine. Das neue Flugzeug wurde mit zwei Pratt & Whitney Canada PT6A-28 Turboproptriebwerken ausgerüstet. In verschiedenen Weiterentwicklungen wurde das Flugzeug immer weiter verbessert. Schließlich entstand aus der Entwicklung das größte Flugzeug von Piper, die PA-42 Cheyenne III und IV.

## Versionen
PA-31T CheyenneErste gebaute Version, angetrieben von zwei 462-kW Pratt & Whitney Canada PT6A-28 Turboproptriebwerken.
PA-31T-1Anfängliche Bezeichnung der späteren PT-31T Cheyenne II, angetrieben von zwei 373-kW Pratt & Whitney Canada PT6A-II Turboprobtriebwerken.
PT-31T Cheyenne IIWesentlich verbesserte Variante der ersten Version.
PT-31T Cheyenne IIXLVerlängerte Cheyenne, angetrieben von zwei 559-kW Pratt & Whitney Canada PT6A-135 Turboproptriebwerken.

## Technische Daten
| Kenngröße             | Cheyenne I                                                   | Cheyenne II                                                  |
| --------------------- | ------------------------------------------------------------ | ------------------------------------------------------------ |
| Besatzung             | 1                                                            | 1                                                            |
| Passagiere            | 6                                                            | 7                                                            |
| Länge                 | 10,57 m                                                      | 10,57 m                                                      |
| Spannweite            | 12,40 m                                                      | 13,00 m                                                      |
| Höhe                  | 3,89 m                                                       | 3,89 m                                                       |
| Flügelfläche          | 21,3 m²                                                      | 21,3 m²                                                      |
| Nutzlast              | 1709 kg                                                      | 1809 kg                                                      |
| Leermasse             | 2206 kg                                                      | 2241 kg                                                      |
| max. Startmasse       | 3915 kg                                                      | 4050 kg                                                      |
| Reisegeschwindigkeit  | 437 km/h                                                     | 463 km/h                                                     |
| Höchstgeschwindigkeit | 461 km/h                                                     | 542 km/h                                                     |
| Dienstgipfelhöhe      | 8595 m                                                       | 9631 m                                                       |
| Reichweite            | 2241 km                                                      | 2432 km                                                      |
| Triebwerke            | zwei Propellerturbinen Pratt & Whitney PT6A-11 mit je 368 kW | zwei Propellerturbinen Pratt & Whitney PT6A-28 mit je 456 kW |

## Vergleichbare Flugzeugtypen
- Aero Commander
- Beechcraft King Air
- Cessna 425
- Cessna 441
- Piper PA-31 Navajo